# Betonski spavači (2016.)
Betonski spavači, hrvatska dokumentarna serija iz 2016. i 2019. godine. Do danas su snimljene dvije sezone. Redatelj je Saša Ban, koji je suscenarist, a scenarij uz njega supotpisuju Maroje Mrduljaš i Nevenka Sablić. Za HRT ga je proizveo Hulahop d.o.o. Urednica serije je Gordana Mrđen.
Prva sezona premijerno je prikazana na HTV1 u lipnju 2016. Od 28. travnja 2019. prikazivala se druga sezona.

## Radnja
Serija se bavi modernom arhitekturom u Hrvatskoj i prostoru bivše Jugoslavije, području jedinstvenom po brojnim napuštenim i ruševnim zgradama iz 20. stoljeća, iznimne arhitektonske vrijednosti. Serija je o modernističkoj arhitekturi, njenim utopijskim ambicijama i kontroverznim sudbinama, te hedonizmu na razmeđu Istoka i Zapada. Obujam i obuhvatnost tih građevina toliki je da autori zaključuju pitanjem radi li se o izgubljenoj civilizaciji?
U prve četiri epizode tema je hrvatska turistička arhitektura u vrijeme Jugoslavije. Bila su to mjesta gdje su se u dokolici ljudi s Istoka i Zapada u to hladnoratovsko doba i uz blokovsko rivalstvo susretali i zaboravljali na podjele. U nastavcima su prikazana proturječja jugoslavenskog socijalističkog društva smještenog između Istoka i Zapada, demokracije i totalitarizma, prožetog utopijskom idejom da arhitektura može učiniti svijet boljim. Promjenom društvenog sustava, mijenjaju se odnosi i tako i urbani krajobraz u toj regiji. Moderna arhitektura, umjesto da je važan dio života društva postala je tek niz ruševina. 
Epizode su:
1. Socijalizam susreće kapitalizam. Tema je hotelski kompleks Haludovo na Krku, nekad poznato kao kockarska meka, mjesto susreta svjetskih diktatora i političara, američkih vikend-kockara, jugoslavenske estrade i običnih građana.[4]
2. Kratki susreti uz Jadransku cestu. Autori putuju prometnicom Jadranskom magistralom koja je temeljito promijenila život priobalja te postala dio kolektivnog sjećanja za brojne turiste. Obilaze motele, osobito one arhitekta Ivana Vitića.[4]
3. Tajanstveni objekt u borovoj šumi. Tema je zgrada u Krvavici kod Makarske, koja nije ucrtana u urbanističke planove i katastre, a izgradila ju je JNA za potrebe liječenja djece s plućnim bolestima. Proglašena je kulturnim dobrom.[3]
4. Megastrukture. Tema je masovni turizam i megastrukture, tj. kuće-gradovi u koje su često moglo stati više gostiju nego što je bilo stanovnika naselja u kojima su nastale.[3]

Podnaslov druge sezone je Nedovršene modernizacije. Istražuje vrhunsku arhitekturu modernizma koja je u svojevrsnom procjepu između nekadašnjih velikih ambicija i današnjih skučenih mogućnosti.
Prikazani su primjeri vrhunske modernističke arhitekture 60-ih i 70-ih godina 20. stoljeća koja je svojim sadržajima i prostornim koncepcijama, služila emancipaciji građana. Postigla je priznanje kao kulturno dobro, no danas je prekrivena patinom nebrige i društveno-ekonomske nemoći da revitalizira velike građevine i javno dobro tog vremena. 
Epizode 2. sezone su:
1. Zagrebački velesajam, nesuđeno središte grada. Bavi se Velesajmom koji je bio važan dio urbanog identiteta Zagreba.[1][5]
2. Uređaji emancipacije. Prikazani su nekadašnje Radničko sveučilište Moša Pijade u Zagrebu, domove kulture u Nikšiću i Kolašinu u Crnoj Gori te u Konjicu u BiH i bivši Dom JNA u Komiži na Visu.[1]
3. Split, između plana i kaosa. Bavi se urbanističkim fenomenom Splita 3, jednim od najnaprednijih modernističkih naselja na svijetu izgrađenog 1970-ih godina prema modernističkim principima slobodnostojećih gradova.[1]
4. Grad koji je bio premoderan . Tema je Skoplje i nedovršena modernizaciji grada koji nije bio spreman na modernizam.[1]

## Nagrade
Serija je nagrađena nagradom Neven Šegvić za publicistički, kritički, znanstveno‐istraživački i teorijski rad Udruženja hrvatskih arhitekata za ostvarenja u 2016. godini.

## Vanjske poveznice
- Facebook
- Trailer serijala na Vimeu
- Epizode 1. sezone na Distrifyju: 1.  Arhivirana inačica izvorne stranice od 14. veljače 2021. (Wayback Machine), 2.  Arhivirana inačica izvorne stranice od 14. veljače 2021. (Wayback Machine), 3.  Arhivirana inačica izvorne stranice od 14. veljače 2021. (Wayback Machine), 4.  Arhivirana inačica izvorne stranice od 14. veljače 2021. (Wayback Machine)